# Сазанов, Евгений Васильевич
Евге́ний Васи́льевич Саза́нов (23 августа 1925, Владимир — 25 июня 2015, Москва) — советский партийный и государственный деятель, заместитель председателя правления Центросоюза СССР (1981—1991), почётный гражданин Ульяновской области.

## Биография
Родился в 23 августа 1925 году во Владимире.
После окончания Владимирского авиационного механического техникума в 1943 году работал в Ульяновске на приборостроительном заводе. Проработал там до 1953 года мастером, технологом, начальником инструментального цеха.
В 1957 году избран первым секретарем Димитровградского (Мелекесского) горкома КПСС и членом Ульяновского обкома КПСС.
В 1960 году заочно с отличием окончил Высшую партийную школу при ЦК КПСС.
В 1961 году избирался делегатом XXII съезда КПСС.
В январе 1963 года избран секретарем Ульяновского обкома КПСС — председателем областного комитета партийного государственного контроля, в феврале 1965 года — секретарем Ульяновского обкома КПСС.
Неоднократно избирался депутатом Мелекесского районного и городского Советов, а также Ульяновского областного Совета депутатов трудящихся.
В октябре 1981 года утвержден на должность заместителя председателя правления Центросоюза СССР, переехал в Москву и проработал в этой должности до выхода на пенсию.
С 1991 по 1992 годы работал консультантом правления Центросоюза.
Умер 25 июня 2015 года.

## Награды
- Орден Октябрьской Революции
- 4 ордена Трудового Красного Знамени
- Почётная Грамота Президиума Верховного Совета РСФСР
- медали СССР
- Почётный гражданин Ульяновской области (1999)